# Рупрехтскирхе
Рупрехтскирхе (нем. Ruprechtskirche) — старейшая церковь в Вене. Посвящена Святому Руперту Зальцбургскому, покровителю торговцев солью. Расположена в северной части Старого города, неподалёку от площади Хоермаркт. Храм построен в период между 796 и 829 годами. Архитектурное убранство относится к романскому стилю.
Согласно легенде, Рупрехтскирхе была основана Кунальдом и Гизалрихом, товарищами Руперта в период его пребывания в сане епископа Зальцбурга. Первое упоминание о ней, как о старейшем храме Вены, относится к 1200 году. После уничтожения римского поселения, город начал расти вокруг церкви. Здесь было место отправления религиозных обрядов, прежде чем эта функция была передана церкви Святого Стефана в 1147 году.
В Средние века церковь была местом пребывания Соляного управления, которое занималось распространением соли и обеспечением её качества. В 1276 году здание пострадало в результате сильного пожара и было частично перестроено. Позднее отдельные части Рупрехтскирхе много раз переделывались. Так, хор был сооружен в XIII веке, а южный неф в XV веке. В 1622 году храм снова был перестроен, на этот раз в стиле барокко. Во время Второй мировой войны Рупрехтскирхе сильно пострадала от бомбардировок и пожаров.
В церкви находятся старейшие в Вене колокола, относящиеся к 1280 году, а также датируемый приблизительно 1370 годом витраж, на котором изображена Пресвятая Богородица с Младенцем. Также в ней имеется статуя святителя Руперта и саркофаг с мощами святого Виталия.